# Sindris
Sindris is een geslacht van vlinders van de familie snuitmotten (Pyralidae).

## Soorten
- S. albimaculalis (Ragonot, 1891)
- S. bipunctalis Hampson, 1906
- S. boisduvalalis Viette, 1953
- S. catalalis Viette, 1953
- S. cervinalis Hampson, 1896
- S. deltoidalis Hampson, 1906
- S. holochralis Hampson, 1906
- S. leucomelas Kenrick, 1917
- S. magnifica Jordan, 1904
- S. minutalis Viette, 1960
- S. sganzini Boisduval, 1833